# Mosquée Kankou Moussa
La mosquée de Kankou Moussa est une mosquée construite en 1324 par l'architecte andalou Abou Ishaq es-Sahéli. La mosquée Djingareyber de Tombouctou, édifiée à la même période, il s'agissait d'une commande de l'empereur du Mandé Mansa Moussa à son retour du pèlerinage à La Mecque.
Cette mosquée, avec celle de Tombouctou, marque pour beaucoup les bases de l'architecture malienne.
Contrairement à celle de Tombouctou, la mosquée de Kankou Moussa a totalement disparu. Ses fondations, associées à ce qui aurait été le palais de Kankou Moussa, lui aussi disparu, auraient été découvertes dans un site archéologique situé dans la ville de Gao, au Mali. 
Le site est situé dans la partie nord de la ville de Gao, juste sous le quartier Aldjanabandja (“mare du Paradis” en songhaï). Les premières fouilles archéologiques du site remontent 1949, date à laquelle furent découvertes les fondations.
La série de campagnes initiée en 2003 n'a pas permis de retrouver des vestiges de la mosquée, laquelle se situerait dans le secteur est, actuellement occupé par des habitations. Les données collectées correspondraient à un complexe architectural monumental ressemblant à un marché ou un palais, dont les murs ressemblent beaucoup à ceux retrouvés à Koumbi Saleh ou à Aoudaghost.

## Historique des fouilles archéologiques
- 1949 : D. Michel, commandant du cercle de Gao découvre les fondations. Des fouilles, réalisées par les géologues et archéologues amateurs Denis Pierre de Pedrals et Jacob Kikoïne, révèlent des soubassements de murs, des tombes, et un élément en oméga.

- 1950 : Raymond Mauny, chef de la section Préhistoire-Archéologie de l'Institut français d'Afrique noire, réalise des fouilles et identifie comme une mosquée la structure en oméga. Il identifie le mur nord-est et le mihrab. Il signale également que des stèles de tombes découverte non loin de la mosquée, porte des épitaphes similaires à celles de la grande nécropole royale de Gao-Saney.

- 1993 et 1996 : Deux campagnes archéologiques sont réalisées, dirigées par Timothy Insoll[3], alors étudiant à l'Université de Cambridge en collaboration avec l'Institut de Sciences Humaines. Sont alors découvert des fondations en pierres et du mobilier de luxe, contenant des défenses en ivoire et des perles d'orient probablement destinés à un commerce trans-saharien.

- à partir de 2003 : la Direction nationale du Patrimoine Culturel réalise plusieurs séries de fouilles, notamment en collaboration avec l'Institut de Sciences Humaines et le musée national d'ethnologie à Osaka au Japon[2].

## Protection du site
À l'instar d'autres sites archéologiques maliens, comme celui de Djenné-Djeno, le site de la mosquée et du palais de Kankou Moussa de Gao souffre d'une très faible protection face aux dégradations liées aux intempéries, aux animaux, aux vandalisme et aux pillages. Jusqu'en 2010, seule une bâche de l'UNHCR recouvrait les fondations.
En 2010, une subvention du Fonds des ambassadeurs des États-Unis pour la préservation culturelle a permis de créer un abri sommaire autour et au-dessus des structures archéologiques.